# Saint-Paterne - Le Chevain
Saint-Paterne - Le Chevain ist eine französische Gemeinde mit 2.090 Einwohnern (Stand: 1. Januar 2022) im Département Sarthe in der Region Pays de la Loire; sie gehört zum Arrondissement Mamers und zum Kanton Mamers. 
Zum 1. Januar 2017 wurden die bis dahin eigenständigen Kommunen Saint-Paterne und Le Chevain zur Commune nouvelle Saint-Paterne - Le Chevain zusammengelegt.

## Geografie
Saint-Paterne - Le Chevain liegt an der Sarthe, etwa 46 Kilometer nördlich von Le Mans und wenige Kilometer östlich des Stadtzentrums von Alençon. Umgeben wird Saint-Paterne - Le Chevain von den Nachbargemeinden Cerisé im Norden, Chenay im Nordosten, Villeneuve-en-Perseigne im Osten und Südosten, Champfleur im Süden und Südosten, Arçonnay im Südwesten sowie Alençon im Westen und Nordwesten.
| Ortsteil                          | ehemaliger INSEE-Code | Fläche (km²) | Einwohnerzahl (2016) |
| --------------------------------- | --------------------- | ------------ | -------------------- |
| Saint-Paterne (Verwaltungssitz)00 | 72308                 | 7,23         | 1543                 |
| Le Chevain                        | 72082                 | 5,70         | 0586                 |

## Sehenswürdigkeiten

### Saint-Paterne
- Kirche Saint-Paterne
- Kapelle Saint-Gilles
- Schloss Saint-Paterne

### Le Chevain

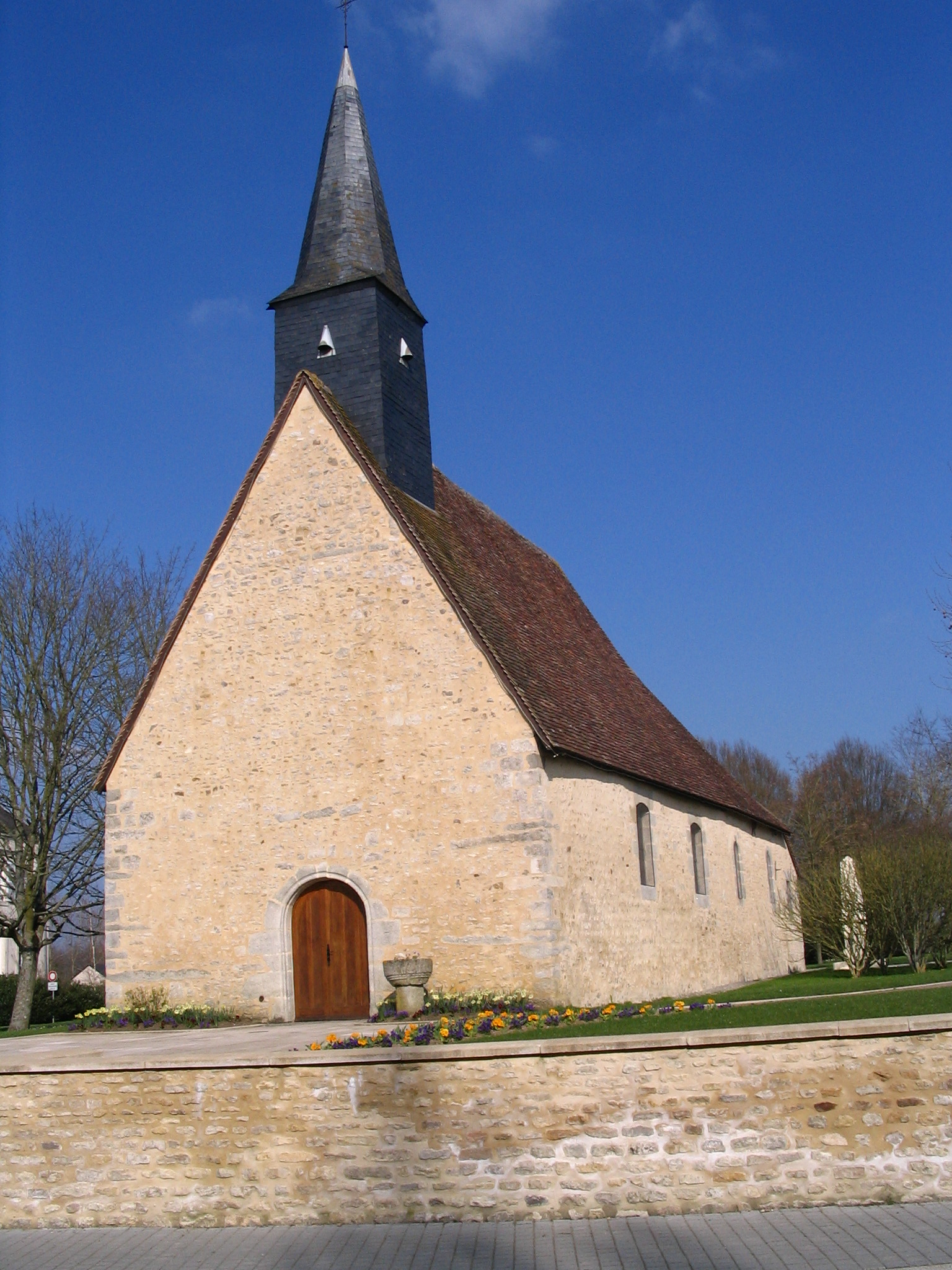
Kirche Saint-Denis
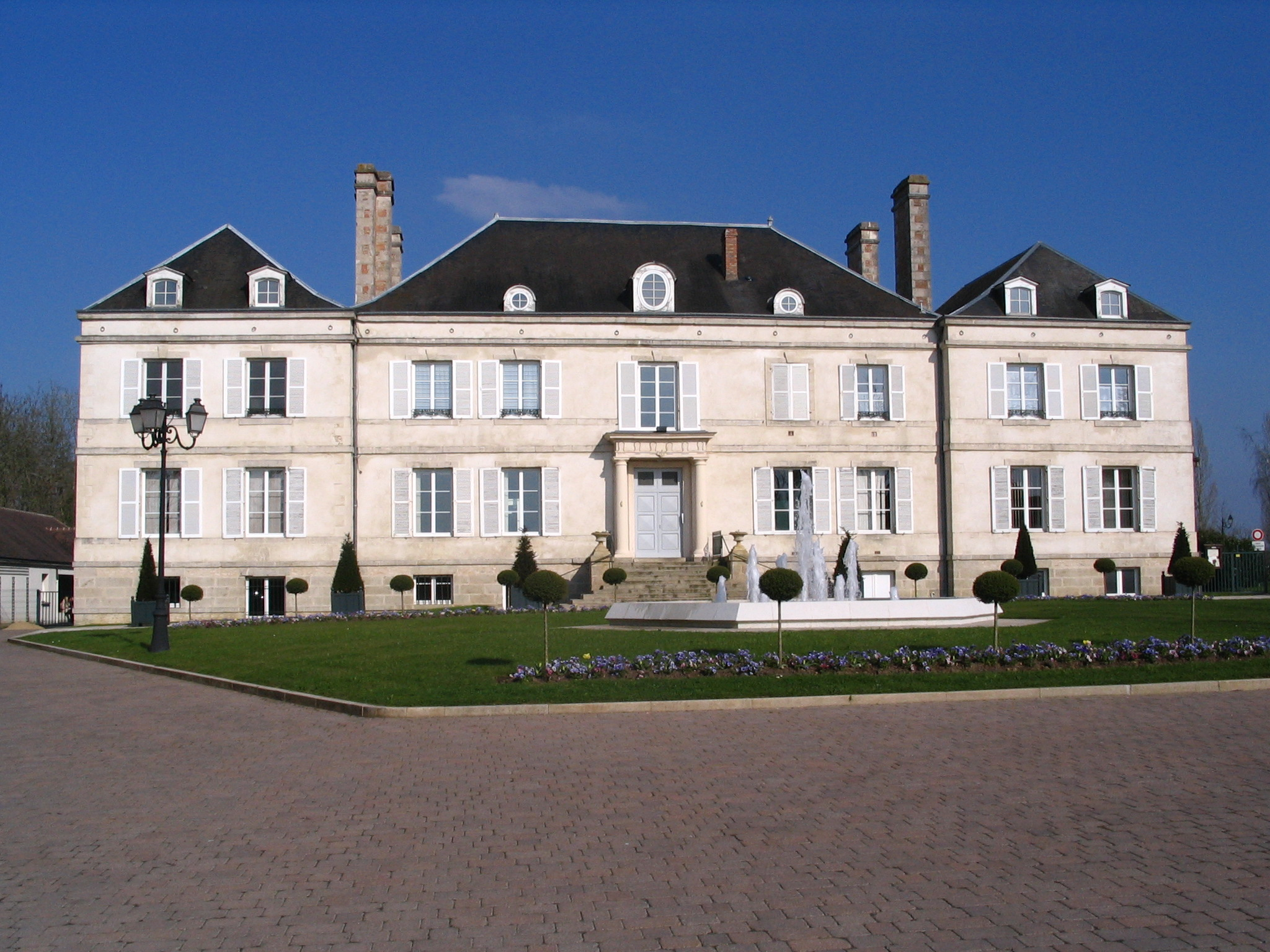
Schloss Le Chevain

- Kirche Saint-Denis
- Schloss Le Chevain